# Emmesomyia ocremaculata
Emmesomyia ocremaculata este o specie de muște din genul Emmesomyia, familia Anthomyiidae, descrisă de Albuquerque și Márcia Souto Couri în anul 1979. Conform Catalogue of Life specia Emmesomyia ocremaculata nu are subspecii cunoscute.